# Arthur Machen
Arthur Machen (3 de marzo de 1863 - 15 de diciembre de 1947) fue un escritor británico de finales del siglo XIX e inicios del siglo XX, conocido principalmente por su influyente literatura sobrenatural y de terror fantástico. Su novela corta El gran dios Pan ha ganado la reputación de ser un clásico del horror hasta el punto de que Stephen King lo ha declarado «quizás el mejor [relato de terror] en el idioma inglés». Declaraciones similares se han hecho de otra de sus obras, El pueblo blanco. Es también conocido por ser el principal creador del mito de los Ángeles de Mons, leyenda relacionada con las tropas británicas durante la I Guerra Mundial.

## Biografía

### Primeros años
Nacido bajo el nombre de Arthur Llewellyn Jones, en Caerleon-on-Usk, en Monmouthshire, condado de Newport, al sur de Gales, el 3 de marzo de 1863 en Caerleon, Reino Unido. Hijo del pastor anglicano John Edward Jones, el joven Arthur creció en la rectoría. La educación cristiana sería fundamental más tarde para sus escritos. En aquel entonces su padre adoptó el apellido de soltera de su madre, Machen, para heredar cierto patrimonio siendo Jones-Machen, y su hijo utilizaría sencillamente el nombre de Arthur Machen. El amor de Arthur Machen por la belleza de su tierra galesa de Gwent, con sus frondosos bosques e interminables campiñas, además de sus raíces históricas célticas, romanas y medievales, constituyeron uno de los epicentros más importantes de su literatura.
A los once años Machen entró en la Hereford Cathedral School, donde recibió una educación clásica que reforzó más su amor por la herencia romana y medieval de su tierra; pero tras terminar sus estudios básicos no pudo asistir a la universidad debido a la pobreza familiar. Machen marchó a Londres donde realizó los exámenes para entrar en la escuela médica, pero los suspendió. A pesar de todo empezó a mostrar su calidad como joven promesa literaria y publicó en 1881 el poema Eleusinia tratando el tema de los Misterios eleusinos. A la vuelta a Londres vivió en la pobreza, intentando encontrar trabajo como periodista, en una imprenta, o como profesor particular; mientras, escribía por las noches y daba largos y solitarios paseos por todo Londres. 
En 1884 publicó su segunda obra, el pastiche The Anatomy of Tobacco, y consiguió un trabajo seguro con el editor y librero George Redway como catalogador y redactor. Esto le llevó a trabajar como traductor de Francés Antiguo, traduciendo el Heptamerón de Margarita de Navarra, Le moyen de Parvenir de Beroalde de Verville (relatos fantásticos), y las Memorias del legendario seductor italiano del siglo XVIII Giacomo Casanova. Extraña mezcla que, sin embargo, también influirá en sus cuentos. Las acertadas traducciones al inglés de Machen fueron un estándar a seguir durante muchos años. En 1887 Machen se casó con Amy Hogg, una extravagante profesora de música que tenía pasión por el teatro y que estaba en relación con círculos bohemios de Londres. Amy presentó el escritor A. E. Waite (miembro de la Golden Dawn) a Machen, que con el tiempo sería uno de sus mejores amigos. Machen también tuvo la ocasión de conocer a otros autores como M. P. Shiel o Edgar Jepson.
Poco después de su casamiento recibe una serie de herencias de unos parientes escoceses, y muere su padre, dejándole como herencia una considerable suma de dinero. Esto cambió de improviso su vida durante los siguientes 15 años, permitiendo a Machen dedicar más tiempo a escribir.

### 1890. Horror decadente
Alrededor de 1890 Machen empieza a escribir historias para revistas, muy influidas por Stevenson, en algunas de las cuales utilizaba elementos fantásticos y de la tradición gótica. Esto le llevó a la creación de su primer gran éxito, El gran Dios Pan, publicado en 1894 por John Lane, enmarcado en una serie de novelas que formarán parte del creciente movimiento esteticista de su época. La historia de Machen, como lo será la obra de Oscar Wilde, será denunciada muy violentamente por el horror y el erotismo que contienen sus páginas y, evidentemente, eso hizo que se vendiera realmente bien, pasando rápidamente a su segunda edición. La siguiente obra de Machen fue Los tres impostores, publicada en 1895, es una novela corta en la que se incluyen varios relatos cortos a su vez. Esta es una de las obras más conocidas de Machen hasta el día de hoy. De todas formas, el tremendo escándalo que rodeó a Oscar Wilde al siguiente año perjudicó a todos los autores de horror decadente, entre ellos el propio Machen, que a partir de ese momento encontró serias dificultades para publicar sus nuevas obras. Debido a esto a pesar de que durante los siguientes años escribió algunas de sus obras maestras no se publicaron hasta mucho más tarde. Algunas de estas fueron La colina de los sueños, Hieroglyphics, Un fragmento de vida, la historia El pueblo blanco (su obra maestra) y los relatos cortos que harían Ornamentos de Jade.

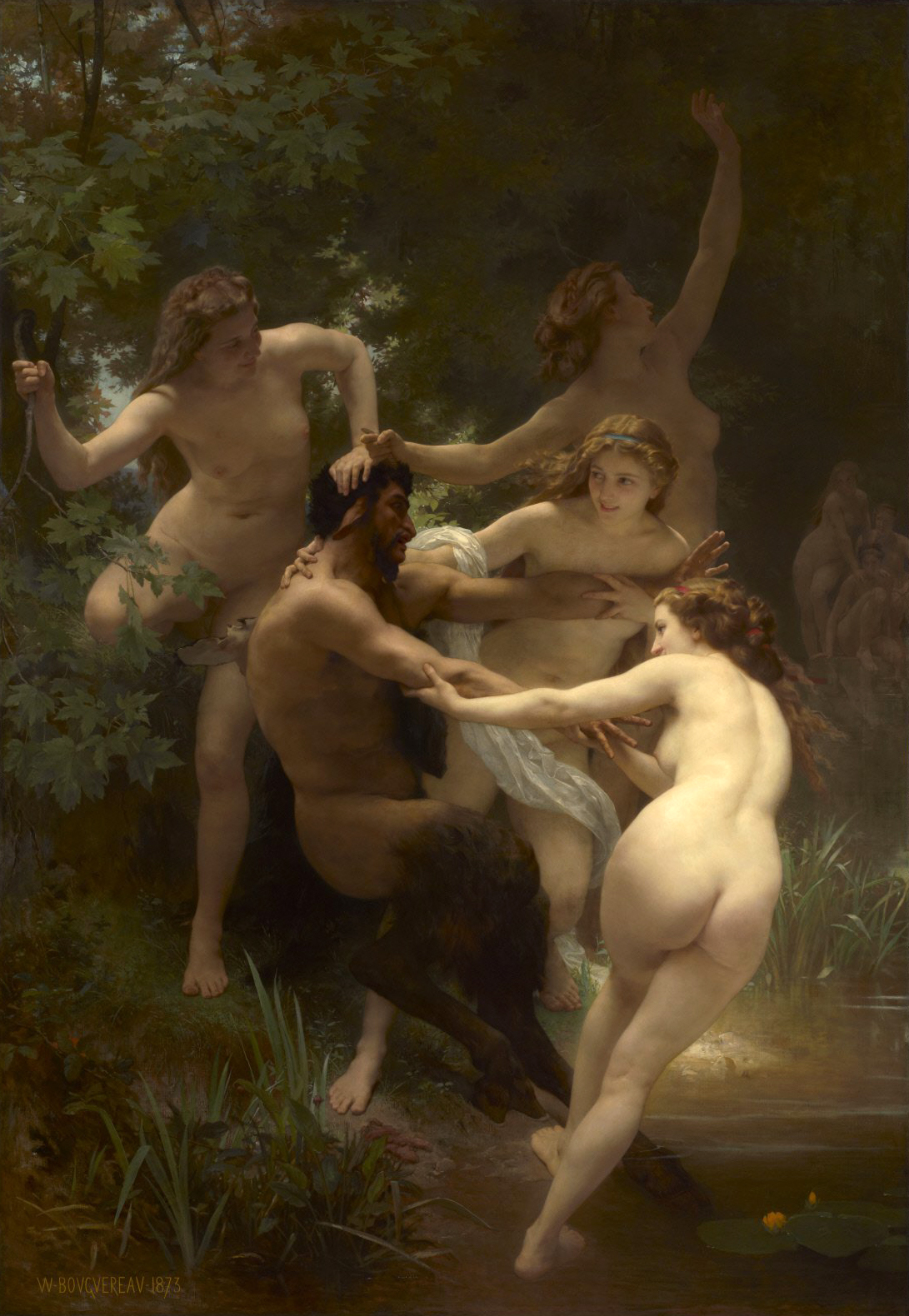
William-Adolphe Bouguereau (1825-1905) - Ninfas y sátiro (1873).

### 1899-1910. Tragedia y resurrección
En 1899 la mujer de Machen, Amy, muere de cáncer tras una larga postración. Esto tuvo un efecto devastador en el autor galés. Sólo se pudo recuperar gradualmente de su pérdida durante el siguiente año, parcialmente a través de su gran amistad con A. E. Waite. Mediante la influencia de Waite y su interés por las creencias populares y el paganismo, Machen es iniciado en la Hermetic Order of the Golden Dawn (Orden Hermética del Alba Dorada), sociedad esotérica en la que participaban otros artistas de su época, como Algernon Blackwood y William Butler Yeats; pero el interés que tuvo en esta orden no fue muy duradero.
Su recuperación también fue debido a su repentino cambio de carrera, pasando a ser actor en 1901 y miembro de un grupo de actores ambulantes, la Frank Benson's company of traveling players, en el que Machen tanto realizaba pequeños trucos de magia como interpretaba a Shakespeare por toda Gran Bretaña. En 1903 contrajo matrimonio por segunda vez con Dorothie Purefoy Hudleston que dio mucha felicidad al autor.
En ese tiempo Machen se las arregló para poder publicar su antigua obra Hieroglyphics en 1902, donde el galés da su visión sensual y profunda sobre la naturaleza de la literatura, en ella concluye que la verdadera literatura debe llevarte hasta el éxtasis, un éxtasis equiparable al sexual.
Poco a poco fue dejando atrás su periodo más negro en que la censura y la tragedia personal se combinó en su vida. Y ya en 1906 la carrera literaria de Machen empezó a relanzarse con la publicación de La casa de las almas, una antología de sus relatos publicados durante el fin de siglo, que lo hizo famoso entre una nueva generación de lectores jóvenes. También publicó una obrita satírica: Dr. Stiggins, his views and principles, considerada su relato de menos calidad.
También empezó a investigar el cristianismo celta, el Santo Grial y las leyendas sobre el Rey Arturo, todos ellos temas relacionados con su país natal: Gales. Paradójicamente consiguió publicar artículos en la revista de Lord Alfred Douglas, The Academy, en ellos hablaba usualmente sobre temas relacionados con leyendas, esoterismo o esteticismo. Sus ideas sobre el cristianismo le llevaron a escribir La gloria secreta. Y, finalmente, en 1907, Machen consigue publicar La colina de los sueños, considerada por muchos su mejor obra, aunque no obtuvo su justo reconocimiento hasta mucho más tarde.
Los próximos años Machen continúa actuando en numerosas compañías y trabajando como articulista, a la vez que participaba en los encuentros literarios de círculos como The New Bohemians y The Square Club. Pero a medida que pasaba el tiempo su situación económica iba empeorando, ya que el dinero de las herencias menguaba.

### 1910-1921. Periodismo y Primera Guerra Mundial
Finalmente, en 1910, Machen abandonó su trabajo como actor y aceptó un puesto fijo como periodista en el London Evening News de Alfred Harmsworth. En febrero de 1912 nació su primer hijo, Hilary, seguido de una hija, Janet, en 1917. Cuando estalló la guerra en 1914, Machen vuelve a la palestra por primera vez desde hacía veinte años con la publicación de Los arqueros y los siguientes capítulos de Los ángeles de Mons, que formarán una serie de novelas acerca del legendario suceso, muchos de los cuales eran propaganda para el frente, pero también publicó El gran retorno, en 1915, y la novela El terror en 1917, dos de sus obras más conseguidas. También publicó una serie de artículos autobiográficos publicados más tarde en el volumen Far off things.
A pesar de que a Machen no le gustaba su trabajo en el periódico, éste era su única forma de mantener económicamente a su familia, así que siguió en él. En 1919 el dinero que fue ganando le permitió moverse a una casa más grande en St. John's Wood. Machen convirtió el jardín de su nueva casa en un centro de reunión literaria y artística, al que asistían pintores como Augustus John y autores como Wyndham Lewis o Jerome K. Jerome. Pero en 1921 Machen dimite de su trabajo en el Evening News y, a pesar de que se encontró mejor consigo mismo, tuvo algunos problemas económicos. Pero no tardaría mucho en llegar su justo y final éxito. Machen fue enseguida reconocido como uno de los grandes personajes de Fleet Street y fue un autor de ensayos ampliamente contratado durante los años '20.

### Años '20. Llega el éxito
En 1922 las obras de Machen tienen un amplio revival. En ese año se publicaron tanto La gloria secreta, como Far off things y nuevas ediciones de su traducción de las Memorias de Casanova. La casa de las almas y La colina de los sueños se vendieron ampliamente y sus obras encontraron un nuevo público en los lectores y editores estadounidenses, así le empezaron a llegar peticiones de publicación en Estados Unidos. Vincent Starrett, James Branch Cabell y Carl Van Vechten eran admiradores del autor y ayudaron en el proceso de su salto a Estados Unidos.
En 1923 se publicó una edición completa de sus obras, firmada, con bibliografía y fotografías del autor y ese mismo año vio la luz Things near and far, el segundo volumen de su autobiografía. El tercer y último tomo autobiográfico se publicó en 1924: The London Adventure. Además los coleccionistas se peleaban por encontrar sus obras más primerizas, algo que nunca había ocurrido. Y, curiosamente, distribuyó un tomo de malas críticas de sus obras con muy pocos comentarios propios, con el título de Precious Balms.

### 1926-1947. Los últimos años
En 1926 se terminó el éxito de sus republicaciones, habiendo sido una gloria efímera, y sus ventas cayeron bastante. A pesar de eso se republicaron sus obras más primerizas en varias antologías y siguió escribiendo ensayos y artículos para famosas revistas, diarios y contribuyendo en contraportadas e introducciones tanto de sus propias obras como de otros autores, pero hizo poca ficción. En 1927 trabajó como lector de manuscritos del editor Ernest Benn, trabajo que realizó regularmente hasta 1933. En 1929 Machen y su familia se mudaron desde Londres a Amersham en Buckinghamshire. Recibió cierto reconocimiento literario en 1932, siendo incluido en una Lista Civil que le hacía acreditativo de una pensión de cien libras, pero al perder el trabajo de lector de manuscritos su situación económica volvió a ser relativamente mala.
En los años '30 se publicaron de nuevo obras suyas en antologías, parcialmente gracias a la promoción que le hizo otro de sus admiradores: John Gawsworth, que empezó a trabajar en una biografía del galés que no vio la luz hasta el 2005.
Las dificultades económicas no terminaron del todo hasta el amplio reconocimiento literario que obtuvo en 1943 durante su 80° aniversario, los principales artífices de este fueron gente de la talla de Max Beerbohm, T. S. Eliot, Bernard Shaw, Walter de la Mare, Algernon Blackwood y John Masefield, entre otros. El éxito de este reconocimiento hizo que llevase una vida holgada durante sus últimos cinco años de vida. Murió en 1947.

## La filosofía y la religión en Machen
Desde el principio de su carrera literaria Machen expuso en sus obras sus creencias místicas de que más allá de lo existente en el mundo ordinario se esconde otro mundo misterioso y extraño que quebranta las leyes de la lógica y la razón cotidianas. Sus obras de 1890, con fuertes influencias góticas y decadentistas, concluyen que apartar este velo de normalidad puede llevarte a la locura, el sexo y la muerte, aunque casi siempre es una combinación de estos tres elementos. Las obras posteriores de Machen se desprendieron de toda esa artificiosidad de la narrativa gótica, pero ahondar en esos profundos misterios sigue conduciendo a transformaciones de la vida y al sacrificio. Machen amaba la forma de ver la vida en la Edad Media, ya que en aquellos tiempos se combinaba la profunda espiritualidad con un sentido de la vida terrenal y carnal.
Machen era un gran entusiasta de la literatura que combinaba la alegría de vivir y que, además, contenía cierta sensación de éxtasis. Sus propias pasiones e influencias vienen de elementos tan dispares aparentemente como el Mabinogion y otros romances medievales, François Rabelais, Miguel de Cervantes, William Shakespeare, Samuel Johnson, Thomas De Quincey, Charles Dickens, Arthur Conan Doyle, Edgar Allan Poe y Robert Louis Stevenson.
Se oponía férreamente a una visión materialista de la vida, y ello se percibe en sus obras, siendo estas de un estilo marcadamente neorromántico. Desconfiaba de la ciencia, el materialismo, el comercio y el puritanismo, todos ellos eran un anatema del temperamento conservador, bohemio, místico y ritualístico del escritor galés. La violenta sátira de Machen golpeó todas esas cosas que detestaba, pero forma parte de su obra más mediocre, junto con todas las historias propagandísticas que escribió para la I Guerra Mundial.
Como hijo de un hombre de la Iglesia de Inglaterra, Machen siempre tuvo unas profundas creencias cristianas, que contrastaban fuertemente con la fascinación que sentía por la sensualidad del misticismo que le llevó a interesarse desde siempre por el paganismo y el ocultismo, temas que aparecen más en sus primeras obras. Al contrario que muchos de sus contemporáneos, como Oscar Wilde o Alfred Douglas, que odiaban el reformismo inglés, y a pesar de lo mucho que apreciaba el mundo medieval y su ritual católico, nunca estuvo alejado de la Iglesia de Inglaterra, aunque a su vez detestaba el anglo-catolicismo victoriano puritano y rígido.
La muerte de su primera esposa le llevó a experimentar con la espiritualidad y vivió una serie de momentos místicos. Después de que se iniciara en la Hermetic Order of the Golden Dawn, el ritual ortodoxo de la Iglesia fue cada vez más importante para él, definiendo progresivamente su posición dentro de la Iglesia de Inglaterra a la que aportó, en su vida íntima, elementos provenientes de sus experiencias míticas, del Cristianismo Celta y las lecturas y leyendas que conocía.
Políticamente era un simpatizante del Fascismo.

## Legado e influencia

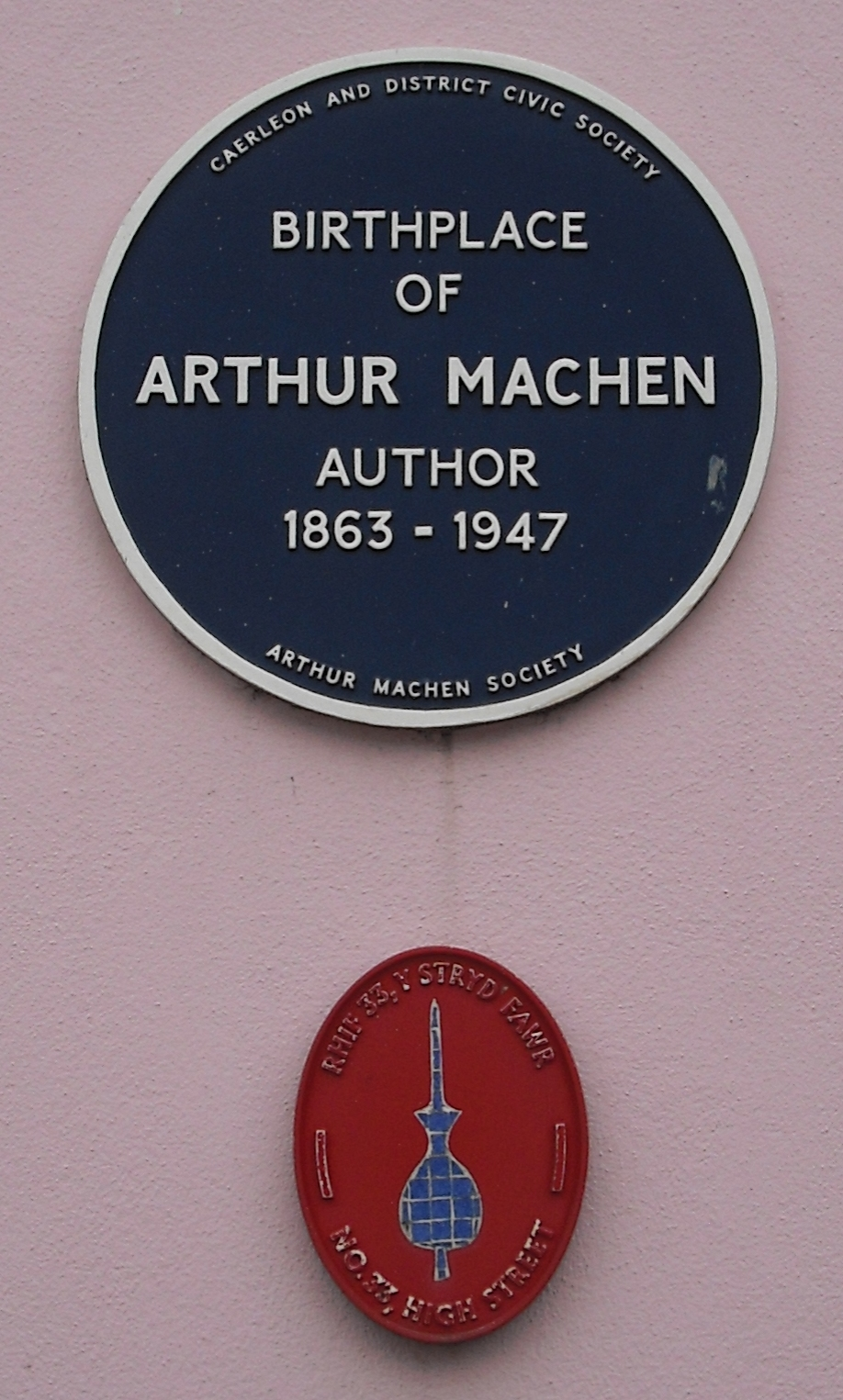
Placa en el lugar de nacimiento de Arthur Machen en The Square, High Street, Caerleon, Gales.

La obra de Arthur Machen ha sido traducida a numerosos idiomas y sus historias han sido reeditadas en antologías incontables veces. La crítica literaria ve la obra del galés como una parte importante del avivamiento victoriano de la novela gótica (a pesar de que Machen despreciaba el cuento típico gótico por considerarlo excesivamente simple y comercial) y el decadentismo de 1890. Normalmente se le ha comparado con los temas de una serie de obras y autores: El extraño caso del Dr. Jekyll y Mr. Hyde, de Stevenson, el Drácula de Bram Stoker, y con El retrato de Dorian Gray, de Oscar Wilde. A su vez, autores como Wilde, Yeats o Doyle eran admiradores de la obra de Machen.
Tuvo mucha popularidad en Estados Unidos y ayudó a desarrollar el concepto de horror pulp de revistas como Weird Tales e influenció a numerosos autores de fantasía como James Branch Cabell, C. A. Smith, H. P. Lovecraft y Robert E. Howard.
Lovecraft mismo reconoció, en su ensayo El horror sobrenatural en la literatura, a Machen como uno de los maestros modernos del horror sobrenatural (con Algernon Blackwood, M. R. James y Lord Dunsany). La influencia que tuvo sobre el escritor de Providence fue sustancial. Las lecturas de Machen que hizo Lovecraft en los años veinte lo alejaron de su estilo de corte dunsanyano para acercarlo definitivamente a sus obras maestras dentro de los Mitos de Cthulhu. El uso de Machen de un Londres y Gales contemporáneos cuyo pasado esconde terribles horrores que son capaces de salir a la superficie inspiraron de una forma decisiva a dar forma a la siniestra Nueva Inglaterra de Lovecraft; este saldó su deuda con el galés cogiendo nombres y referencias de sus obras como los dioses Nodens o Aklo, además de utilizar una línea dramática muy parecida a la de El gran dios Pan para su El horror de Dunwich.
Por lo que hace a autores más modernos Machen ha influenciado directamente a autores como Peter Straub, Graham Joyce, Simon Clark, Mark Samuels, T. E. D. Klein y Ramsey Campbell. La novela de Klein The Ceremonies está parcialmente basada en El pueblo blanco y la novela de Peter Straub Ghost Story ha sido inspirada por El gran dios Pan. Pero la influencia de Machen no se ha limitado a autores de terror, Jorge Luis Borges lo reconoció como un gran escritor, además de ser una referencia ineludible para Paul Bowles, Javier Marías, y el realismo mágico. 
En el libro Borges  de A. Bioy Casares (1.ª ed.-Buenos Aires: Destino 2006, pág. 577) , Borges dice: «A Machen los libros le salían mal. le salían muy mal: los escribía a puro estilo». En las págs. 1197-8. se lee: «Bioy: Empiezo a sospechar que A. Machen era un pelafustán y un latero. Borges: Sin una sola idea en la cabeza. Bioy: Con la sola idea de esos hombres antiguos y hostiles, que sobreviven en nuestra civilización.(...) Borges: Stevenson inventó ese Londres fabuloso pero en broma, con Florizel de Bohemia y el club de los suicidas. Machen retomó esa idea, pero la usó para dar miedo. La volvió barata y ridícula (...) Borges: Madre estuvo leyéndome The Three Impostors de Machen. Juega al sedoulous ape de Stevenson, pero lo hace muy bien».
Machen fue además un pionero en la psicogeografía, explorando profundamente las relaciones entre los paisajes y la mente. Sus extraños viajes y paseos interminables por Gales y Londres, recordados en sus obras, hicieron que algunos autores se sintieran atraídos por ellas, como Iain Sinclair o Peter Ackroyd. El escritor de cómics y mago Alan Moore también exploró el mundo de Machen y, especialmente sus experiencias místicas, en el libro Snakes and Ladders. Aleister Crowley amaba y admiraba los relatos de Machen, y proclamó más de una vez que contenían una esencia de magick muy profunda, pero a pesar de todo Machen detestaba al ocultista inglés.
Algunos músicos que encontraron inspiración en la obra de Machen fueron el compositor John Ireland, y el grupo The Fall. En el cine podemos encontrar la obra de Machen en los directores Michael Powell, Richard Stanley y, sobre todo, Guillermo del Toro, cuya película El laberinto del fauno está basada en los relatos de Machen.
La Arthur Machen Society fue fundada en 1948 en los Estados Unidos y sobrevivió hasta los '60. Le sucedió la Arthur Machen Society británica, refundada en 1986 y que a su vez fue revivida por The Friends of Arthur Machen, una asociación dedicada a la conservación del nombre del autor.

## Obras seleccionadas
- El gran dios Pan (1890/1894)
- The Inmost Light (1894) — Un científico loco encarcela el alma de su mujer en una joya.
- La pirámide luminosa (1895) — En la propiedad de un joven empiezan a aparecer extrañas formaciones de piedra que este deberá investigar antes de que sea demasiado tarde. De nuevo Machen mezcla la magia iniciática y el simbolismo con una historia aparentemente inocua precursora del horror lovecraftiano.
- Los tres impostores (1895) — Una novela corta compuesta a su vez de varias narraciones cortas, entre ellas la más conocida −El polvo blanco− y El sello negro.
  - El sello negro — Precursora de H. P. Lovecraft, su protagonista irá descubriendo un mundo monstruoso situado en las colinas y bosques de Gales.
  - Vinum Sabbati (o El polvo blanco) — Desde el momento en que un joven empieza a tomar cierto medicamento su carácter cambia súbitamente, y su hermana asistirá impotente a la siniestra transformación de su alma y su cuerpo.
- La mano roja (1895) — Volvemos a encontrarnos con los protagonistas de Los tres impostores, ahora envueltos en una historia que tiene que ver con leyendas antiguas.
- La colina de los sueños (escrito en 1895-1897; publicado en 1907)
- El Pueblo Blanco (1899) — (O La Gente Blanca). El diario de una niña en el que se narran cuentos de su ama de cría y sus progresivos descubrimientos en el mundo de la magia. En ocasiones descrita como el cuento de horror mejor escrito de la literatura universal. Muy sutil en su forma de narrar, Machen dota el cuento de un poderoso subtexto y un simbolismo trabajado. Cuento de iniciación en la magia en el que se nota la influencia de la Golden Dawn.
- La Gloria Secreta (escrito en 1899-1908; publicado en 1922) — Un niño de una escuela pública se fascina por los cuentos del Santo Grial y escapa de su represiva escuela en busca de un significado más profundo de la vida.
- Los arqueros (1914) — En esta historia, escrita y publicada durante la Primera Guerra Mundial, los fantasmas de los arqueros de la legendaria batalla de Agincourt dirigidos por San Jorge llegan para ayudar a las tropas británicas. Este cuento fue el originario de la leyenda de los Ángeles de Mons.
- El gran retorno (1915) — El Santo Grial vuelve a un pueblo galés.
- El terror (1917) — En la Gran Bretaña de 1916, sumida en la Gran Guerra, empiezan a ocurrir una serie de asesinatos misteriosos y atroces sin una explicación aparente.
- The Children of the Pool (1936) — Varios relatos.